# フヘン

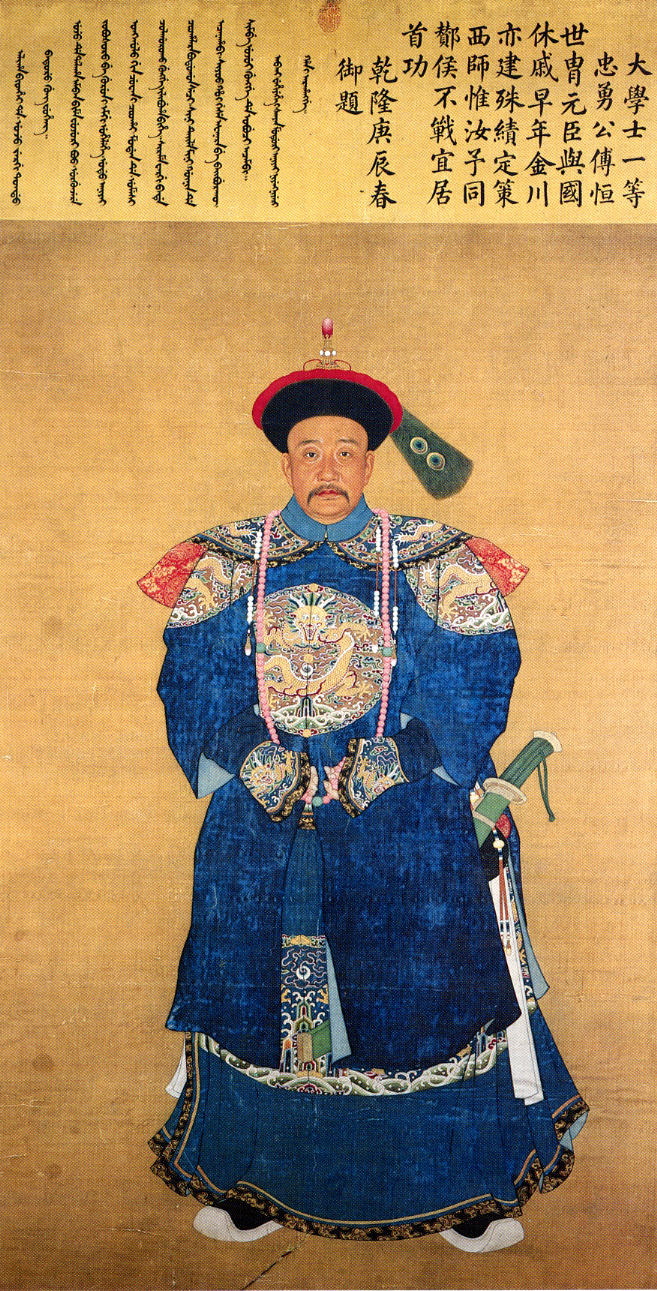
フヘン

フヘン（満州語：ᡶᡠᡥᡝᠩ、転写：fuheng、漢字:傅恒、康熙61年1月21日（1722年3月8日） - 乾隆35年7月13日（1770年9月2日））は、清朝中期の武将。字は春和。諡は文忠。満州鑲黄旗富察(フチャ) 氏出身。乾隆帝の孝賢純皇后の弟。祖父は康熙初期の高名な政治家の米思翰。父はチャハル総管の李栄保（リルンバオ）。また、政治家として侍衛、内務府大臣、戸部尚書、軍機大臣、保和殿大学士を歴任した。そして、武将としても金川の乱やビルマのコンバウン王朝征討において活躍したが、ビルマ征討の際に罹った病気により病没した。正妻の福晋那拉氏は乾隆帝の妃嬪舒妃の姉妹とされる。また、軍機大臣フルンガ(福隆安)・フカンガ(福康安)は彼の息子である。

## 登場作品
テレビドラマ
- 瓔珞〜紫禁城に燃ゆる逆襲の王妃〜（2018年、中国、演： シュー・カイ）